# Cristina Peri Rossi
Cristina Peri Rossi (Montevideo, 12 novembre 1941) è una scrittrice, poetessa, giornalista e traduttrice uruguaiana.
Considerata una delle protagoniste del periodo di preminenza del romanzo latino-americano successivo agli anni '60, ha scritto più di 37 opere. È stata una pioniera ed una delle autrici associate al boom latinoamericano. 
Peri Rossi vive a Barcellona dal 1972, dopo che in Uruguay si è instaurata una dittatura civico-militare che ha censurato le sue opere e l'ha costretta all'esilio, evento che ha influenzato buona parte della sua poetica.Ha tradotto in spagnolo autori come Clarice Lispector e Monique Wittig. Ha lavorato per diversi giornali ed agenzie media come Diario 16, El Periódico e Agencia EFE.
Peri Rossi ha vinto nel 2021 il Premio Miguel de Cervantes, il più prestigioso premio letterario nel mondo di lingua spagnola.

## Biografia
È nata a Montevideo, in Uruguay, il 12 novembre 1941, ma è stata esiliata nel 1972 a seguito dell'instaurazione di una dittatura civico-militare nel Paese. Si è quindi trasferita in Spagna, dove ha ottenuto la cittadinanza nel 1975. Dal 2005 vive a Barcellona, dove continua a scrivere narrativa e a lavorare come giornalista. Ha studiato all'Università della Repubblica.

## Opere
1. Viviendo (1963)
2. Los museos abandonados (1968)
3. El libro de mis primos (1969)
4. Indicios pánicos (1970)
5. Evohé (1971)
6. Descripción de un naufragio
7. Diáspora (1976)
8. La tarde del dinosaurio (1976)
9. Lingüística general (1979)
10. La rebelión de los niños (1980)
11. Il Museo degli sforzi inutili, edizioni SUR, 2025; (El museo de los esfuerzos inútiles, 1983)
12. La nave de los locos (1984)
13. Una pasión prohibida (1986)
14. Europa después de la lluvia (1987)
15. Solitario de amor (1988)
16. Cosmoagonías (1988)
17. Fantasías eróticas (1990
18. Acerca de la escritura (1991).
19. Babel bárbara (1991)
20. La última noche de Dostoievski (1992)
21. La ciudad de Luzbel y otros relatos (1992)
22. Otra vez Eros (1994)
23. Aquella noche (1996)
24. Inmovilidad de los barcos (1997)
25. Desastres íntimos (1997)
26. Poemas de amor y desamor (1998)
27. Las musas inquietantes (1999)
28. El amor es una droga dura (1999)
29. Estado de exilio (2003)
30. Por fin solos (2004)
31. Estrategías del deseo (2004)
32. State of Exile (2008)